# 新基駅 (江原特別自治道)
新基駅（シンギえき）は、大韓民国江原特別自治道三陟市にある韓国鉄道公社（KORAIL）嶺東線の駅である。

## 駅構造
- 相対式・島式ホーム1面2線の地上駅。

## 歴史
- 1940年7月31日 - 開業[1]。

## 隣の駅
韓国鉄道公社
嶺東線
道渓駅 - (古士里駅) - (下古士里駅) - (馬次里駅) - 新基駅 - (上鼎信号場) - (未老駅) - (桃京里信号場) - 東海駅